# Saint-Paulien

Saint-Paulien este o comună în departamentul Haute-Loire, Franța. În 2009 avea o populație de 2,398 de locuitori.